# Château de la Rauze
Pour les articles homonymes, voir Rauze (homonymie).
Le château de la Rauze est situé sur la commune du Bourg, dans le département du Lot.

## Historique
Les Colomb, famille de gentilshommes verriers, avaient reçu la terre de La Rauze des Cardaillac de Lacapelle. Ils y possédaient un repaire noble. Ils sont restés à La Rauze jusqu'à la fin du XVIe siècle.
L'édifice actuel a été construit à partir du XVIIe siècle.
Un notaire de Lacapelle-Marival, maître Hug, en fit l'acquisition. Ses descendants prirent le nom « Hug de Larauze » et appartiennent à la bourgeoisie française. 
Le château est acquis après la Révolution par la famille de marchands Rochy.
Le château est inscrit au titre des monuments historiques depuis le 14 novembre 1979.

## Description

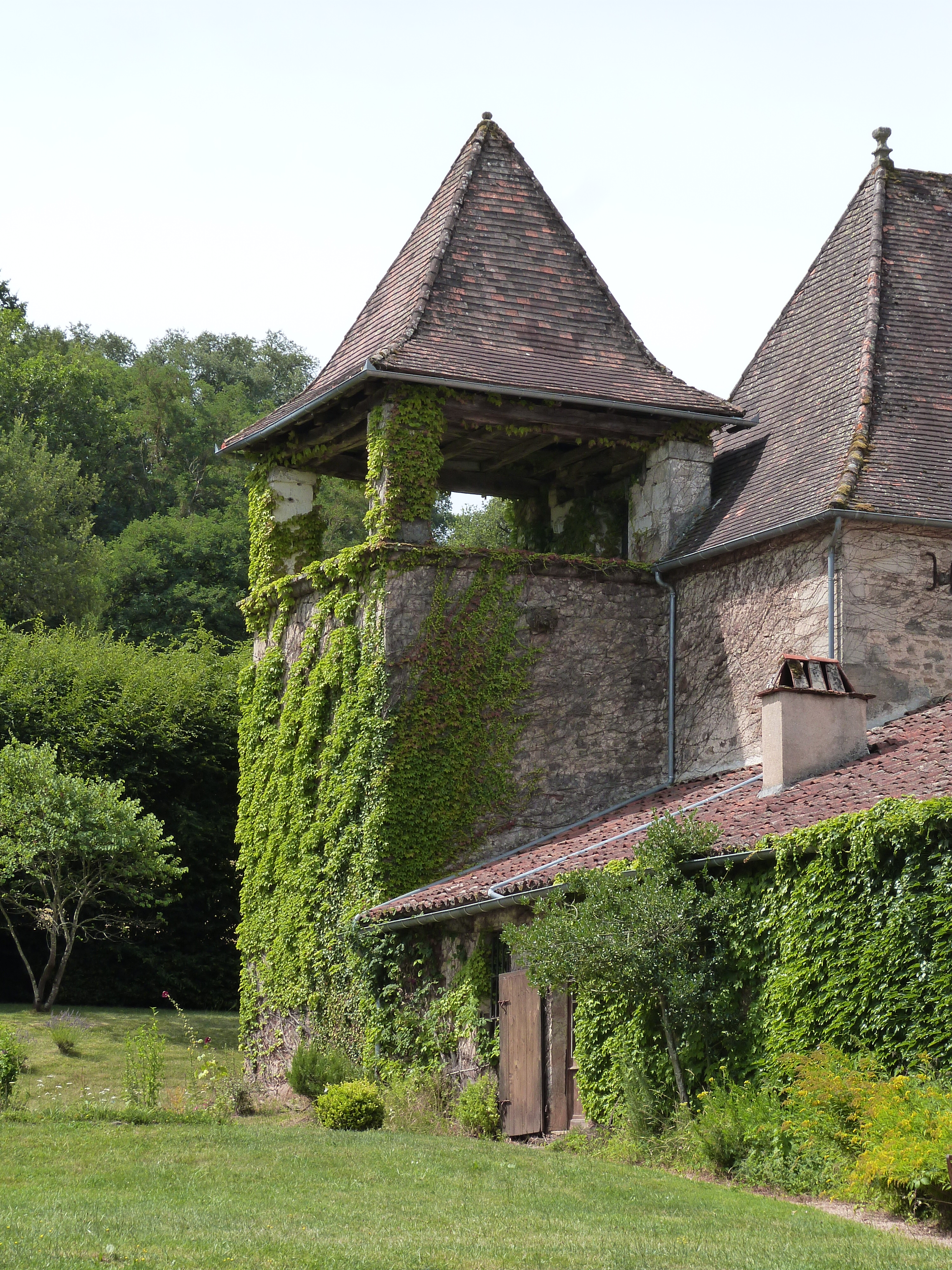
Tour carrée.

Le château est reconstruit en ne conservant qu'une tour, la tour est, avec une salle voûtée dans la partie basse et des meurtrières.
Le château est composé de deux corps de bâtiment en L, flanqués de trois tours carrées. Ces deux corps de bâtiment présentent des toitures encore proches de la Renaissance percées de lucarnes à frontons sculptés.
Les ouvertures des façades datent de la fin du XVIIe siècle ou du début du XVIIIe siècle.
La cour intérieure est fermée par un mur couronné de merlons avec des percements de canonnières.